# Mistrzostwa Nordyckie w Zapasach 2015
Mistrzostwa odbyły się w norweskim mieście Bodø, w dniach 22 - 24 maja.

## Tabela medalowa
Gospodarz zawodów został zaznaczony kolorem.
| Poz. | Państwo   |    |    |    | Łącznie |
| ---- | --------- | -- | -- | -- | ------- |
| 1    | Norwegia  | 8  | 0  | 3  | 11      |
| 2    | Szwecja   | 4  | 4  | 1  | 9       |
| 3    | Dania     | 1  | 2  | 2  | 5       |
| 4    | Estonia   | 0  | 4  | 2  | 6       |
| 5    | Finlandia | 0  | 2  | 2  | 4       |
|      | Łącznie   | 13 | 12 | 10 | 35      |

## Mężczyźni

### Styl klasyczny
| Konkurencja         | Złoto               | Srebro               | Brąz               |
| Kategoria do 59 kg  | Sebastian Aak       | Mazyar Shirmohammadi | Mikkel Lassen      |
| Kategoria do 66 kg  | Stig André Berge    | Mikko Peltokangas    | Mikkel Wind        |
| Kategoria do 71 kg  | Zakarias Tallroth   | Fredrik Bjerrehuus   | Niko Erkkola       |
| Kategoria do 75 kg  | Christoffer Nilsson | Rajbek Bisultanov    | Lars Hirvi         |
| Kategoria do 80 kg  | Mark Madsen         | Alexander Jersgren   | Hardo Toots        |
| Kategoria do 85 kg  | Kristofer Johansson | Eerik Aps            | Anders Malmstrøm   |
| Kategoria do 98 kg  | Marthin Nielsen     | Alo Toom             | Teodoros Tunusidis |
| Kategoria do 130 kg | Johan Eurén         | Heiki Nabi           | Oskar Marvik       |

## Kobiety

### Styl wolny
| Konkurencja        | Złoto             | Srebro         | Brąz           |
| Kategoria do 48 kg | Silje Kippernes   | Amanda Wikman  | Ramona Eriksen |
| Kategoria do 53 kg | Ronja Burø        | Maria Tansbo   | ----           |
| Kategoria do 58 kg | Grace Bullen      | Liis Järvamägi | ----           |
| Kategoria do 63 kg | Signe Marie Store | Tilda Tärnklev | Anette Traks   |
| Kategoria do 69 kg | Iselin Solheim    | ----           | ----           |